# Тело (фильм, 2012)
«Тело» (исп. El cuerpo) — триллер, снятый режиссёром Ориолем Паоло. Премьера фильма состоялась 4 октября 2012 года на международном кинофестивале в Сиджесе.

## Сюжет
Инспектор Хайме Пенья расследует несчастный случай, в результате которого ночного сторожа морга Анхеля Торрес сбивает машина и после аварии он впал в кому. На записях камер наблюдения видно, как Анхель убегает со своего рабочего места, после чего на шоссе его сбивает машина. Пенье сообщают, что из морга исчезло тело женщины, Майки Вильяверде. Майка, состоятельная бизнесвумен средних лет, была замужем за молодым мужчиной и умерла от сердечного приступа после возвращения из деловой поездки. Её овдовевший супруг, Алекс Ульоа, узнает шокирующую новость о пропаже трупа, находясь со своей молодой любовницей Карлой Миллер. Алекс заверяет Карлу, что Майка мертва.
В морге Алекс рассказывает коронеру о медицинском анамнезе Майки. Пенья убежден, что кто-то украл тело, чтобы избежать вскрытия, и подозревает Алекса, который, по мнению Пеньи, слишком легко упоминает свою жену в прошедшем времени. Пенья отмечает, что его жена, Рут, погибла 10 лет назад в автокатастрофе, а он все ещё говорит о ней в настоящем времени.
Алекс слышит громкий шум и обнаруживает взломанный шкафчик для хранения вещей. Внутри он находит маленькую бутылочку с надписью TH-16 и вспоминает, как утром этого дня он добавил капли из такой же бутылочки в вино Майки. Пенья сообщает Алексу, что пропал мобильный телефон Майки. Он находит флакон у Алекса, который признает, что это токсин, производимый фармацевтической компанией Майки, но утверждает, что нашёл его на полу.
В морге происходит все больше и больше странных событий, которые заставляют Алекса поверить, что Майка все ещё жива и жаждет отомстить за его интрижку и своё убийство. Алекс узнаёт, что Майка наняла частного детектива, так как подозревала его в измене, а также установила прослушку и знала, что он замышлял её убить. Алекс во всем признается Пенье и рассказывает, что действительно любил Майку, с которой познакомился в Авалоне, Калифорния. Он также случайно встретил Карлу, влюбился в неё и рассказал ей свои самые темные секреты. Алекс считает, что, по его мнению, Майка только притворилась, что выпила вино с токсином TH-16, который вызывает сердечный приступ через восемь часов и не оставляет следов в крови, но вместо этого она приняла нейролептик, из-за которого патологоанатом счёл её мёртвой.
Полиция обнаруживает в доме Алекса и Майки улики, в том числе карту морга. Выйдя из комы, Анхель рассказывает, что услышал шум и увидел тело Майки в лифте, после чего человек в балаклаве выстрелил в него из пистолета, заставив выбежать на улицу. Алекс настаивает на том, что Майка жива и у неё есть средства, чтобы исчезнуть, а Карла находится в опасности. Пенья сообщает ему, что у них нет доказательств существования Карлы Миллер и что квартира, которую он указал как место проживания Карлы, пустует уже много лет.
Во время транспортировки Алекса полиция обнаруживает в лесу труп Майки. Алекс пытается сбежать, а Пенья бежит за ним. Алекс падает на землю и говорит, что ему нужна скорая помощь. Пенья рассказывает об автомобильной катастрофе, в которой погибла его жена Рут, и что это было убийство: её жизнь можно было спасти, если бы виновник аварии вызвал помощь, а не скрылся с места происшествия; Пенья и его 10-летняя дочь Ева беспомощно наблюдали, как Рут умерла час спустя. Затем он рассказывает Алексу, что только недавно Ева вспомнила логотип на брелоке, висевшем на зеркале заднего вида другой машины: Авалон, Калифорния. Именно Алекс и Майка скрылись с места происшествия, оставив Рут умирать.
Пенья показывает Алексу фотографию его дочери Евы, которая выдавала себя за Карлу Миллер. Именно Пенья и Ева забрали тело Майки и сговорились подставить его. Ева сначала не была уверена в их вине, пока Алекс не раскрыл ей свои самые темные секреты, включая бегство с места ДТП. Задыхаясь, Алекс узнаёт, что за восемь часов до этого Ева дала ему дозу TH-16, и причиной его смерти будет объявлен сердечный приступ, вызванный стрессом.

## В ролях
- Хосе Коронадо — Хайме Пенья
- Уго Сильва — Алехандро «Алекс» Ульоа
- Белен Руэда — Майка Вильяверде
- Аура Гарридо — Карла Миллер
- Мигель Гелаберт — Анхель Торрес
- Пабло Хуан Шук[англ.] — агент Пабло
- Манель Дуэсо — агент Карлос
- Ориол Вила — агент Матеос
- Карлота Ольсина — Эрика Ульоа
- Патрисия Баргальо — Норма
- Сильвия Аранда — Рут
- Миа Эстеве — Луна Вильяверде
- Монтсе Гуаллар — Глория Вильяверде
- Кристина Плаза — доктор Сильвия Тапиа

## Награды и номинации

### Награды
- 2013 — Festival Solidario de Cine Español de Cáceres[5]

Лучший актёр — Уго Сильва

### Номинации
- 2012 — премия «Гойя»

Лучший режиссёрский дебют — Ориоль Паоло
- 2012 — Fotogramas de Plata

Лучшая мужская роль — Хосе Коронадо

Лучшая женская роль — Белен Руэда
- 2013 — Círculo de Escritores Cinematográficos[6]

Лучший режиссёрский дебют — Ориоль Паоло
- 2013 — Neox Fan Awards

Лучшая мужская роль — Уго Сильва

## Восприятие
Критик Variety Джонатан Холланд отметил, что «все четыре центральных персонажа хороши, они создают необходимые искры и помогают скрыть тот факт, что их герои картонные, созданные только для того, чтобы вписаться в замысловатую головоломку фильма».